# Ramón Blanco Balín
Jose Ramón Blanco Balín (Bembibre, provincia de León, 1953) es un empresario español.

## Biografía
José Ramón Blanco Balín, hijo de empresario minero y exalumno de los Jesuitas, es licenciado en Ciencias Económicas y Empresariales por la Universidad Complutense de Madrid. 
Es funcionario como inspector de Finanzas del Estado y auditor de cuentas, donde trabó amistad con José María Aznar. Desde 1991, está en excedencia para dedicarse a la actividad privada como asesor financiero y tributario.
Ha sido consejero del Banco Zaragozano (1990-96) y de Cofir. 
En 1996, se incorporó a Repsol como consejero y presidente del Comité de Auditoría del Consejo de Administración, y desde entonces ha ocupado varios cargos como consejero y miembro del Comité Ejecutivo de Gas Natural y Enagás. En 2000, fue nombrado vicepresidente de Repsol siendo Alfonso Cortina presidente. Después accedió al cargo de consejero delegado en 2002.
Además ha sido consejero de otras empresas: Barclays Bank, Ercros, NH Hoteles, Coto Minero Cantábrico o Rústicas MBS.
Blanco Balín, al llegar a la trama Gürtel del PP, era una figura destacada en la lista de los presuntos expertos en blanqueo de dinero. Ha llegado a tener 21 cargos en 18 empresas, según ACE (como Barclays o NH Hoteles). Después de su aparición como imputado —y en puesto relevante— en la trama Gürtel, las cosas se tuercen. Como en noviembre de 2010, que cesa como apoderado en la Corporación Financiera Alcor, la sociedad patrimonial de Los Albertos, en la constructora ACS.
Blanco ocupa diversos cargos en varias de las empresas de Correa. De su participación en la trama, el juez Antonio Pedreira escribió esto en un auto: “… todas las referencias documentales concretas, pudiera deducirse que más que un simple asesor fiscal era junto con Pablo Crespo, un auténtico hombre de confianza de Francisco Correa, controlando la administración de muchas sociedades y participando personal y directamente en algunos de sus negocios”. Y la Agencia Tributaria cuenta así las trampas que organizaba: “La complejidad de la conducta desplegada, el empleo de cadenas de sociedades y cuentas bancarias situadas en diversos territorios, consigue, precisamente, lo que pretende: hacer difícil llegar a conocer toda la realidad de las operaciones y personas a las que estas deben imputarse”. Para que nadie falte, este era el juicio de la policía sobre el papel de Blanco en uno de sus informes sobre la financiación ilegal del PP en Valencia: “La policía califica a Ramón Blanco Balín como pieza clave del engranaje de la organización”.
Esta especialización en cuentas opacas a Hacienda ya le ha causado más de un disgusto a Blanco. En marzo de 2003 fue detenido, y liberado sin cargos, por otra operación que lleva un juzgado de Ferrol. O haber sufrido un registro en su despacho de Madrid por su implicación en otra trama de blanqueo en Liechtenstein.
Es considerado por la policía como el cerebro financiero de la trama Gürtel de corrupción que tejió en paraísos fiscales la maraña de empresas que utilizó la red que dirigía Francisco Correa para blanquear el dinero que obtenía de las comisiones ilegales que pagaron empresarios para conseguir contratas públicas.
Blanco Balín llegó a formar parte de los consejos de administración de al menos seis de las compañías de Francisco Correa: Orange Market, Hator Consulting, Osiris Patrimonial e Inversiones Kintimani. Blanco Balín, amigo personal del expresidente del Gobierno José María Aznar, era consejero de la empresa Teconsa, que consiguió importantes adjudicaciones de las Empresas Públicas de Vivienda de los Ayuntamientos de Boadilla, Arganda del Rey y Majadahonda. Teconsa presuntamente pagó comisiones a la trama de Correa para lograr que la Junta de las Comunidades de Castilla y Castilla y León le adjudicaran la construcción de la autovía de Olleros de Alba, de la que se obtuvieron comisiones que, según el sumario, el extesorero del PP Luis Bárcenas también se benefició.